# إيمري راب
خطأ لوا في mw.text.lua على السطر 25: bad argument #1 to 'match' (string expected, got nil).
إيمري راب (بالمجرية:Imre Rapp)، من مواليد 15 سبتمبر 1937، لاعب كرة قدم هنغاري سابق.
لعب مع منتخب هنغاريا لكرة القدم.

## وصلات خارجية
- إيمري راب على موقع قاعدة بيانات كرة القدم.إي يو (الإنجليزية)
- إيمري راب على موقع ناشيونال فوتبول تيمز (الإنجليزية)
- إيمري راب على موقع أوليمبيديا (الإنجليزية)